# راش، نیویورک
راش (به انگلیسی: Rush) یک منطقهٔ مسکونی در ایالات متحده آمریکا است که در شهرستان مونرو، نیویورک واقع شده‌است. راش ۷۹٫۵۳ کیلومتر مربع مساحت و ۳٬۴۷۸ نفر جمعیت دارد و ۱۷۶٫۴۸ متر بالاتر از سطح دریا واقع شده‌است.